# Slučka malá
Slučka malá (Lymnocryptes minimus) je malý monotypický druh bahňáka z čeledi slukovitých. Je také jediným druhem v monotypickém rodu Lymnocryptes.

## Popis
Vzdáleně se podobá bekasině otavní, je však výrazně menší, s kratším zobákem. Dorůstá délky 17–19 cm, v rozpětí křídel měří 30–36 cm a váží 40–60 g. Výrazná je kresba hlavy s dvojitým nadočním proužkem, tmavou půlměsičitou skvrnou pod okem a tmavým temenem bez středního světlého proužku. Hruď a boky jsou podélně (ne příčně) proužkované, na hřbetě má kontrastní žluté proužky.
Žije velmi skrytě, při ohrožení se tiskne k zemi a spoléhá přitom na své maskovací zbarvení; vyletuje zpravidla až na poslední chvíli. Většinu roku se chová tiše, zpěv, který tvoří rytmické „tlok–tokli–tlok–tokli“, je však velmi výrazný a slyšitelný na velkou vzdálenost. Samci se jím ozývají za letu i na zemi.

## Rozšíření
Hnízdí na rozlehlých rašeliništích severní Evropy a východní Sibiře. Tažný druh se zimovišti v západní a severozápadní Evropě, Středomoří, severní Africe, Sahelu a jihozápadní Asii. Zimuje na březích vod nebo v nízkých travnatých bažinatých porostech.
Na území České republiky se objevuje na tahu a velmi vzácně zimuje. V 50. letech 20. století bylo i pozorováno hnízdění sluček u Černé v Pošumaví.

## Potrava
Živí se hlavně různými bezobratlými, ale požírá také semena.

## Hnízdění
Hnízdí na zemi, v jedné snůšce jsou obvykle 4 hnědá, tmavě skvrnitá vejce. Inkubační doba trvá 17–24 dnů, na vejcích sedí pouze samice.

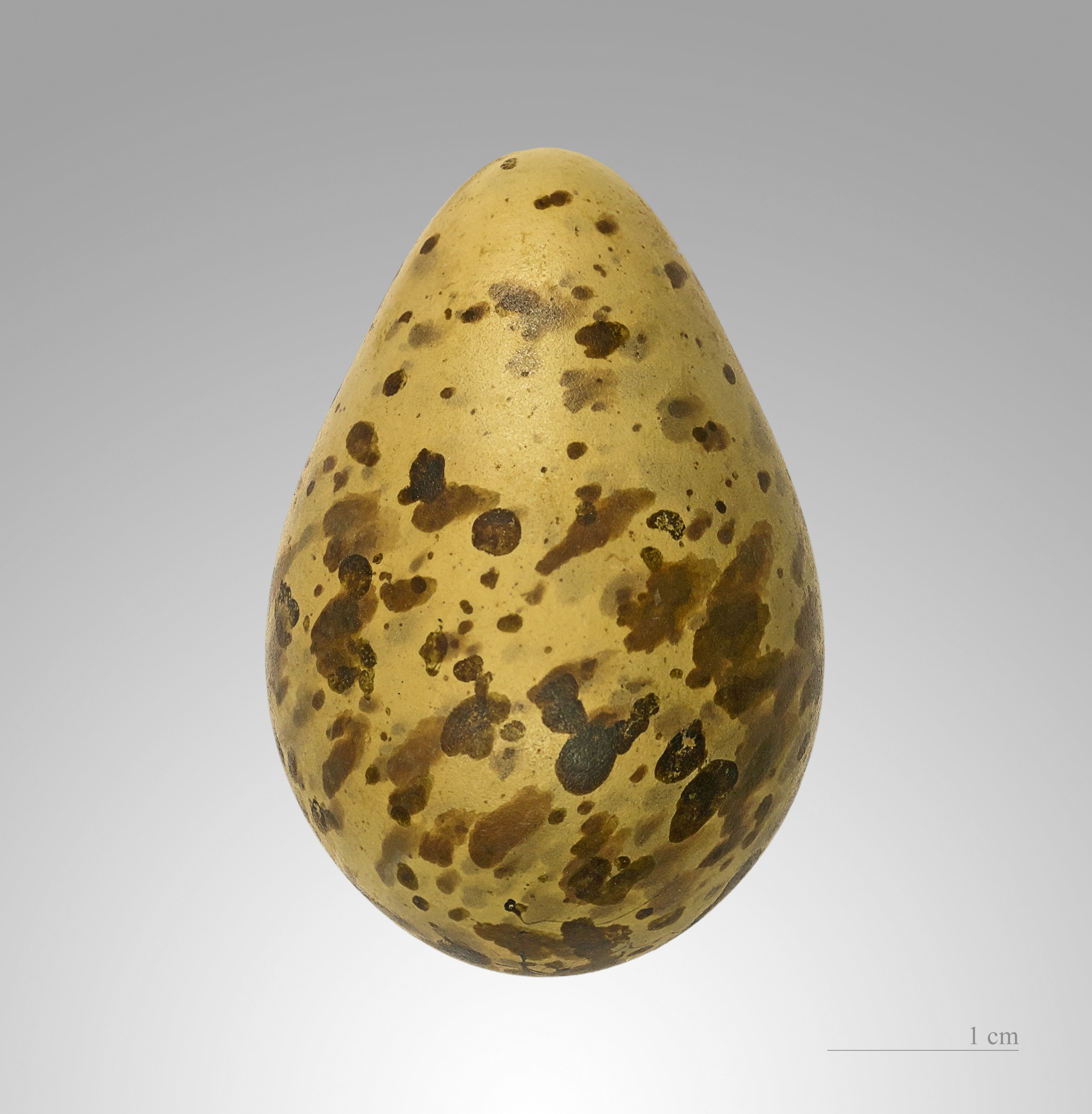
Vejce slučky malé (Lymnocryptes minimus)